# Мерхилевич, Сигизмунд Венедиктович
Сигизмунд Венедиктович Мерхилевич (Мерхелевич) (1800—1872) — генерал-адъютант, генерал от артиллерии, начальник артиллерии Отдельного Гвардейского корпуса, член Военного совета.

## Биография
Родился 28 октября 1800 года, происходил из дворян Ковенской губернии. Получил домашнее образование.
В службу определён 13 января 1819 года юнкером в лейб-гвардии легкоконную № 1 батарею. Затем, по выдержании экзамена, 30 октября 1820 года был произведён в прапорщики с переводом в лейб-гвардии пешую батарейную № 5 роту. В 1824 году получил следующие чины: подпоручика (28 февраля) и поручика (2 ноября), а в ноябре 1830 года произведён в штабс-капитаны.
В 1831 году, во время Польского мятежа, состоял прикомандированным к гренадерской батарейной № 1 роте 3-й гвардейской и гренадерской артиллерийской бригады. Здесь он участвовал в движении главной армии от Пултуска на Нижнюю Вислу, при переправе у Осека; в сражении под Шимановым находился в авангарде армии и за отличное мужество и храбрость, оказанные в этом сражении, награждён орденом св. Анны 3-й степени с бантом. За участие в генеральном сражении при взятии приступом передовых укреплений Варшавы и городового вала, в котором он также имел случай показать храбрость и мужество, получил орден св. Владимира 4-й степени с бантом и произведён в капитаны.
В январе 1833 года получил назначение на должность командира батарейной № 1 батареи лейб-гвардии 1-й артиллерийской бригады, с производством в полковники. 2 января 1836 года состоялось новое назначение — командиром 3-й гвардейской и гренадерской артиллерийской бригады. В ноябре того же года Мерхилевич пожалован бриллиантовым перстнем с вензелевым изображением имени Его Императорского Величества. 17 апреля 1838 года назначен командиром лейб-гвардии 2-й артиллерийской бригады. 8 сентября 1843 года произведён в генерал-майоры; и 28 января 1848 года зачислен в свиту Его Императорского Величества.
Во время Венгерского мятежа находился в походе к западным пределам империи, причём исправлял обязанности начальника штаба гвардейского пехотного корпуса, а по окончании кампании, 13 октября 1849 года, назначен исполняющим должность начальника гвардейской артиллерии, в каковой должности и утверждён 6 декабря 1850 года. 26 ноября 1852 года произведён в генерал-лейтенанты.
С открытием Восточной войны, по случаю приведения войск на военное положение, назначен начальником артиллерии резервного, кавалерийского и пехотного корпусов и в течение всего 1854 года находился в составе войск, охранявших побережье в Финляндии от возможного нападения союзников через Балтийское море. В следующем году командовал оставшейся в Санкт-Петербурге артиллерией действующих резервных и запасных частей войск гвардейских корпусов и отрядом войск, расположенным между Выборгом и Петербургом.
В сентябре 1856 года назначен начальником артиллерии Отдельного Гвардейского корпуса; 16 августа 1857 года пожалован званием генерал-адъютанта с отчислением от должности и зачислен состоящим при Отдельном Гвардейском корпусе. 6 декабря того же года назначен начальником артиллерии 1-й армии; 30 августа 1861 года произведён в генералы от артиллерии, в том же году временно исправлял должность Варшавского военного генерал-губернатора.
По упразднении в 1862 году 1-й армии, 12 декабря отчислен от должности начальника артиллерии и назначен членом Военного совета и инспектором войск. В 1864 году временно командовал войсками Харьковского военного округа; в 1867 году назначен председателем военно-тюремного комитета; в 1868 году награждён табакеркой с портретом Его Величества; в 1869 году отчислен от должности инспектора войск.
Скончался 8 (по другим данным — 9 или 10) февраля 1872 года на 72 году своей жизни, прослужив по военному ведомству более 52 лет, преимущественно по артиллерии.

## Награды
Среди прочих наград Мерхилевич имел следующие:
- Орден Святой Анны 3-й степени с бантом (1831 год)
- Орден Святого Владимира 4-й степени с бантом (1831 год)
- Польский знак отличия за военное достоинство (Virtuti Militari) 4-й степени (1831 год)
- Орден Святого Станислава 2-й степени (1834 год)
- Орден Святой Анны 2-й степени (1835 год, императорская корона к этому ордену пожалована в 1840 году)
- Орден Святого Георгия 4-й степени (5 декабря 1841 года, за беспорочную выслугу 25 лет в офицерских чинах, № 6409 по кавалерскому списку Григоровича — Степанова)
- Орден Святого Владимира 3-й степени (1842 год)
- Орден Святого Станислава 1-й степени (1846 год)
- Орден Святой Анны 1-й степени (1849 год, императорская корона и мечи к этому ордену пожалованы в 1851 году)
- Орден Святого Владимира 2-й степени с мечами (1855 год)
- Орден Белого орла (1856 год)
- Орден Святого Александра Невского (8 ноября 1862 года, алмазные знаки к этому ордену пожалованы 4 апреля 1865 года)
- Орден Святого Владимира 1-й степени с мечами (1870 год)
- Медали: за взятие приступом Варшавы в 1831 году и в память войны 1853—1856 гг.

- Прусский орден Красного орла 3-й степени (1833 год)
- Австрийский орден Железной короны 1-й степени (1857 год)
- Прусский орден Красного орла 1-й степени (1857 год, бриллиантовые украшения к этому ордену пожалованы в 1860 году)